# Parambassis pulcinella
Parambassis pulcinella là một loài cá thuộc họ Cá sơn biển bản địa vùng suối chảy ở phía đông nam Myanmar và tây Thái Lan. Loài cá này đạt đến chiều dài 10 cm (3,9 in) và đôi khi được bán trên thị trường cá cảnh.